# Юкола

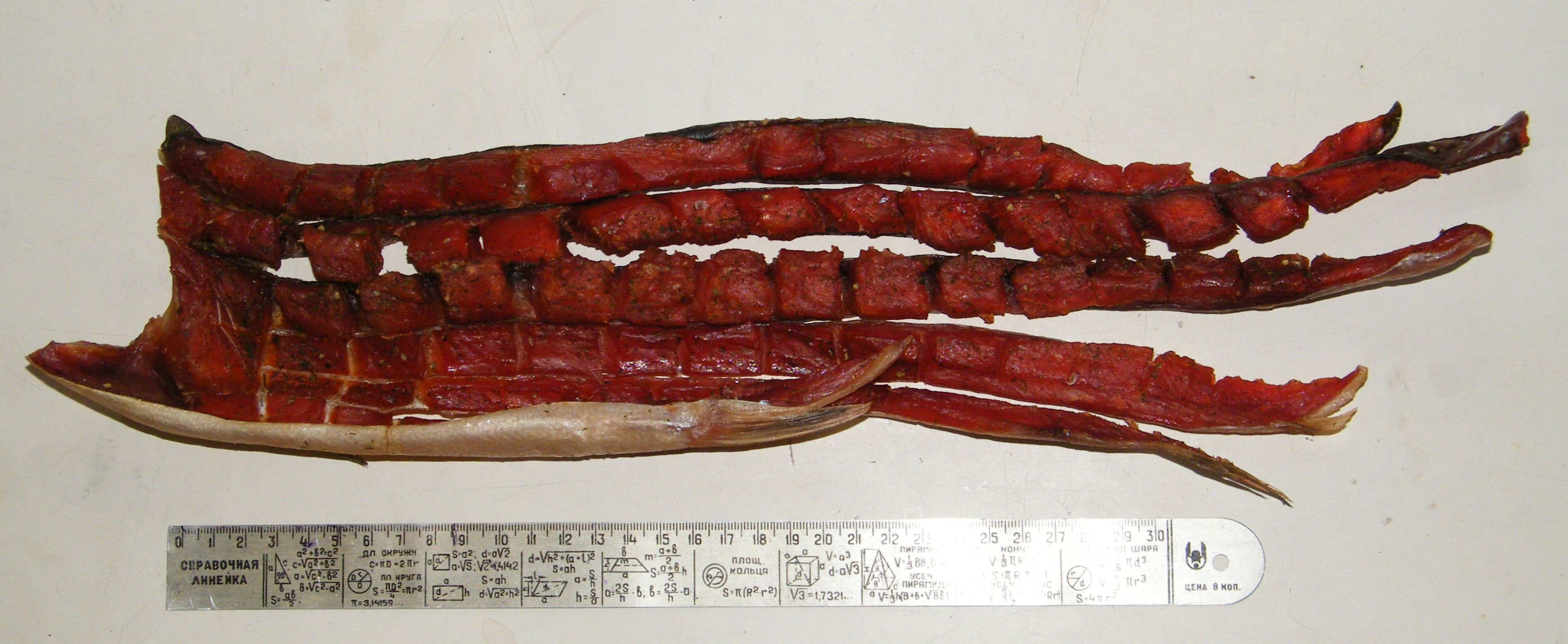
Юкола з кети

Ю́кола (рос. юкола, якут. дьуукала) — в'ялена риба в народів Півночі і Далекого Сходу».

## Походження назви
За російським посередництвом запозичене хантийської або мансійської мови; виведення слова з комі ju «річка», і слова, близького до фінського kala та уг. hal або від юкагирського iyal «в'ялена риба» помилкові.

## Приготування і значення
Для сушіння й в'ялення юколи використовували переважно м'ясо лососевих риб. Для приготування юколи рибу очищають від луски, відрізають голову, розрізують вздовж спини, виймають нутрощі й кістки та розвішують на вішалах. Подеколи юколу підкопчували на вогнищі і трохи підсолювали перед сушінням. 
Відносна простота приготування зробила юколу популярною похідною їжею, але її також заготовлювали взапас на зиму. Юкола з менш цінних і поживних сортів риби йшла на корм нартових собак (задля цього використовується і зараз).

## Поширення
Юкола є національною стравою кухонь багатьох народів Східного Сибіру, Далекого Сходу і Північної Америки. Дуже популярною юкола була в самодійських народів (ненці, селькупи), тюркомовних якутів і палеоазійських народів (чукчі, коряки тощо), причому її споживали ескімоси та алеути по обидва боки Берингової протоки, на Півночі Америки вона відома також індіанцям, а на Далекому Сході — тунгусо-маньчжурським народам, нивхам тощо.